# The Witcher (Computerspiel)
The Witcher (polnischer Originaltitel: Wiedźmin, deutsch: Der Hexer) ist ein Action-Rollenspiel des polnischen Entwicklerstudios CD Projekt RED für Windows und macOS, basierend auf der Hexer-Romanreihe des polnischen Schriftstellers Andrzej Sapkowski. Die Handlung des Spiels findet dabei nach den Ereignissen der Hauptreihe statt.
Der europaweite Veröffentlichungstermin des Spiels war der 26. Oktober 2007, für den nordamerikanischen Raum der 30. Oktober 2007. Im September 2008 folgte eine verbesserte Neuauflage mit dem Untertitel Enhanced Edition für Windows, 2012 auch für macOS. 2011 erschien die Fortsetzung, The Witcher 2: Assassins of Kings. Der abschließende Teil dieser Trilogie wurde am 19. Mai 2015 unter dem Titel The Witcher 3: Wild Hunt veröffentlicht.

## Handlung
Zentrale Figur der Erzählung ist der von Narben gezeichnete Hexer Geralt von Riva, der gegen Bezahlung als professioneller Monsterjäger durch das Land zieht. Seine Markenzeichen sind sein langes weißes Haar und zwei Schwerter auf dem Rücken, eines aus Silber und eines aus Stahl. Das Silberschwert dient dabei als Waffe gegen allerlei Arten von Monstern, da die meisten der vorkommenden Ungeheuer gegenüber Silber sehr empfindlich sind, das Stahlschwert dient dem Kampf gegen humanoide Gegner.
Geralt von Riva wurde seit früher Kindheit auf der Burg Kaer Morhen zum Hexer ausgebildet. In der Bevölkerung wird erzählt, dass die Bruderschaft der Hexer nachts Kinder raube und sie einer harten und grausamen Ausbildung unterziehen würde. Durch die Einnahme von Tränken mutieren während der Ausbildung unter anderem die Knochen- und Muskelstrukturen, ebenso der Stoffwechsel. Viele überstehen diese Prozedur nicht. Nur wenige, wie Geralt von Riva, überleben und sind danach immun gegen Krankheiten und unempfindlich für die meisten Gifte und Toxine, ebenso verfügen sie über die Fähigkeit der Nachtsicht und haben übermenschlich schnelle Reflexe. Besondere Erkennungszeichen bei Hexern sind die reptilienhaften vertikalen Pupillen. Da Geralts Haar während der Mutation die Pigmente verlor, brachte ihm dies den Beinamen „Weißer Wolf“ ein. Wie alle Hexer wurde Geralt in Alchemie, Magie und im Kampf mit dem Schwert unterrichtet. Er ist ein meisterhafter und verschlagener Schwertkämpfer, der seinesgleichen sucht.
Die Spielwelt ist gekennzeichnet von Spannungen zwischen den Menschen und den Anderlingen, d. h. allen nichtmenschlichen Völkern, die bereits zuvor zum Krieg geführt hatten. Trotz des inzwischen vereinbarten Friedens sind es unruhige Zeiten, eine Seuche grassiert und der Konflikt zwischen Menschen und Anderlingen spitzt sich zu, da letztere von den Menschen unterdrückt werden. Beim einfachen Volk sind die wenigen noch lebenden Hexer nicht gerne gesehen. Sie werden als Relikte der Vergangenheit entweder gefürchtet oder verachtet, trotzdem werden sie auch weiterhin gern zur Bekämpfung von Ungeheuern angeheuert. Eines Tages wird Geralt von anderen Hexern halbtot aufgefunden und nach Kaer Morhen gebracht. Er leidet unter Amnesie und muss vieles über sich im Laufe der Zeit wiedererlernen. Kurze Zeit später wird die Burg überfallen. Die Angreifer – unter der Führung des sogenannten „Professors“ und des Magiers Azar Javed – töten einen jungen Hexeradepten und rauben die geheimen Formeln und Tränke der Hexer-Mutagene. Die Hexer machen sich auf die Suche nach den Räubern, um ihre lang gehüteten Geheimnisse wieder zurückzuerlangen.
Geralt bereist im weiteren Spielverlauf das Königreich Temerien, das zerrüttet ist von Krieg, Armut und Rassismus. Seine Suche führt ihn in den Süden des Landes, zu den Dörfern vor der Stadt Wyzima, wo er sich auf die Spur einer intriganten Verbrecherorganisation begibt. In dem sich aufheizenden Lokalkonflikt zwischen Menschen und Elfen ist Geralt vorerst bemüht, keine Partei zu ergreifen. Er ist aber zunehmend auf Verbündete angewiesen, nachdem das Ausmaß der Verschwörung immer deutlicher wird.

## Synchronisation
Die Originalversion des Spieles wurde für ihre mäßige Synchronfassung kritisiert. Für die Enhanced Edition wurde daher das gesamte Spiel mit anderen Sprechern neu synchronisiert, wobei diese neue Sprachausgabe mehr Lob erhielt. Die Kritik betraf nicht nur die deutsche, sondern auch die ursprüngliche englische Synchronisation, welche ebenfalls überarbeitet wurde. Besitzern der Originalversion bot sich dabei die Möglichkeit, die neue Sprachausgabe kostenlos herunterzuladen.
| Rollenname            | Originalversion       | Enhanced Edition     |
| --------------------- | --------------------- | -------------------- |
| Geralt von Riva       | Herbert Schäfer       | Oliver Siebeck       |
| Erzähler              | Oliver Jacobs         | Christian Rode       |
| Triss Merigold        | Nicole Boguth         | Ann Vielhaben        |
| Zoltan Chivay         | Stefan Müller-Ruppert | Mario Hassert        |
| Siegfried von Denesle | Dirk Meyer            | Michael Baral        |
| Vincent Meis          | Berth Wesselmann      | Klaus-Dieter Klebsch |
| Lambert               | Daniel Sellier        | Felix Spieß          |
| Vesemir               |                       | Uli Krohm            |
| Azar Javed            |                       | Detlef Bierstedt     |
| Eskel                 |                       | Bernd Vollbrecht     |
| Joachim De Wett       |                       | Michael Pan          |
| Prinzessin Adda       |                       | Anja Stadlober       |
| Foltest               |                       | Christian Rode       |
| Jacques de Aldersberg |                       | Klaus-Dieter Klebsch |
| Thaler                |                       | Bodo Wolf            |
| Leo                   |                       | Dirk Stollberg       |

## Spielprinzip

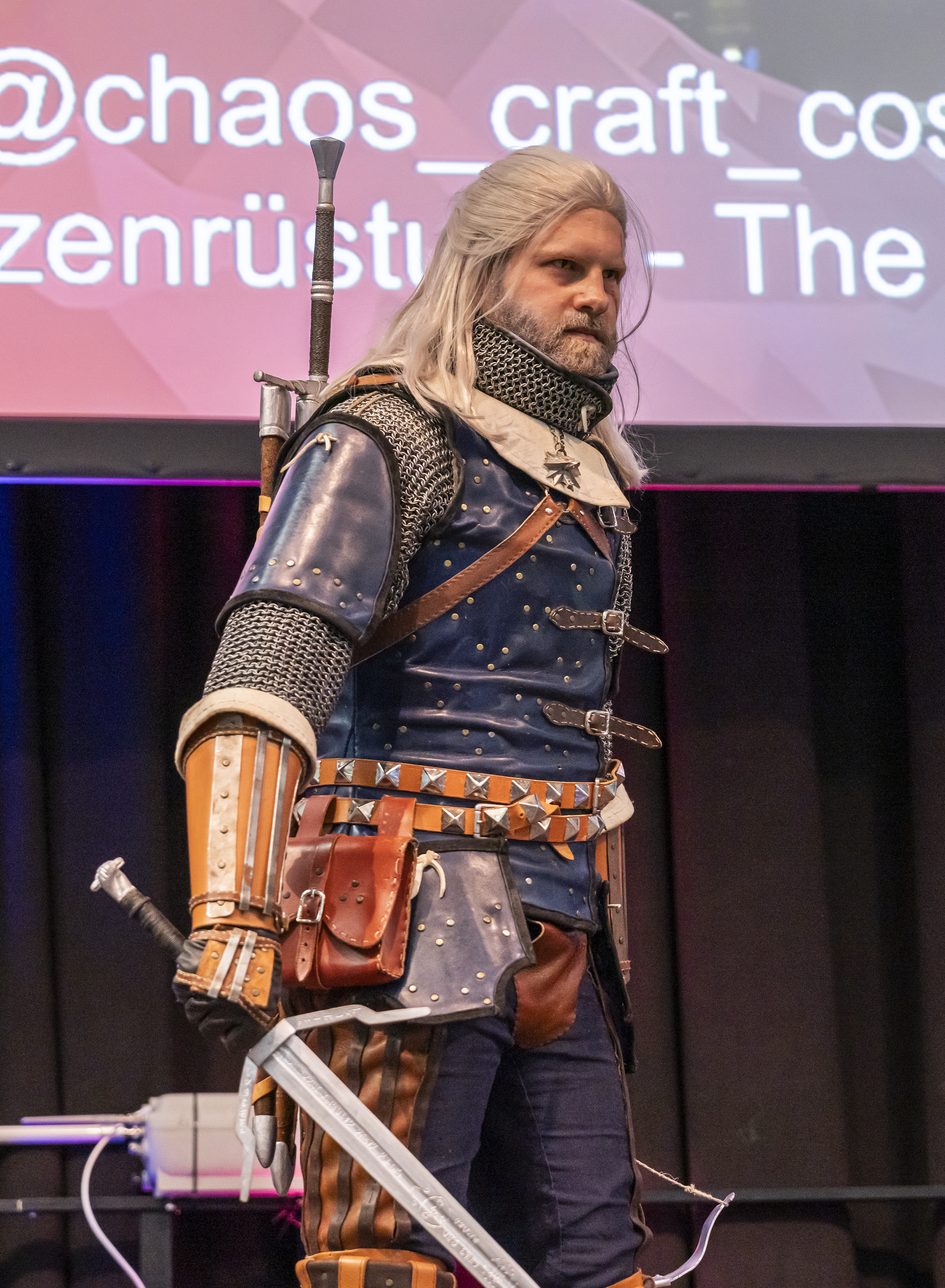
Geralt von Riva in seiner Katzenausrüstung

Der Spieler steuert den Protagonisten Geralt von Riva aus einer Third-Person-Perspektive, wobei zwei Überblicks- und eine Verfolgerperspektive zur Auswahl stehen. Ein Großteil des Spiels besteht aus Kämpfen und dem Erfüllen von Aufträgen (Quests), für die der Spieler meist mit Erfahrungspunkten, Geld und Ausrüstungsgegenständen belohnt wird. Daneben gibt es Minispiele wie Würfelpoker, mit denen der Spieler Geld gewinnen kann. Die Charakterentwicklung erfolgt klassisch durch die Verteilung der gewonnenen Erfahrungspunkte, die während der Ruhepausen am Lagerfeuer bzw. in Gaststätten oder bei wichtigen Questakteuren möglich ist. Insgesamt stehen 15 Eigenschaften zur Auswahl: die Attribute Stärke, Gewandtheit, Ausdauer und Intelligenz, fünf Zauber sowie jeweils drei Kampftechniken für das silberne und das stählerne Schwert.
Für The Witcher wurde ein spezielles Echtzeit-Kampfsystem entwickelt, das zwischen drei spezialisierten Kampfstilen unterscheidet:
- Der starke Kampfstil, der mit kraftvollen Schlägen bei großen, schwer gepanzerten Gegnern eingesetzt wird.
- Der schnelle Kampfstil, der mit einer hohen Schlagrate bei agilen Gegnern verwendet wird.
- Der Gruppenkampfstil, der bei mehreren gleichzeitig angreifenden Gegnern benutzt wird.

Die Wahl des Kampfstils kann im Kampf jederzeit angepasst werden. Neben der Wahl des Stils kann der Spieler durch rhythmische Wiederholung des Angriffsbefehls eine Kette von Schlägen erzeugen, die den verursachten Schaden deutlich erhöht. Im leichten und mittleren Schwierigkeitsgrad geben Bildsymbole dem Spieler Hilfestellung beim Einhalten des Rhythmus. Mit der Leertaste kann das Spielgeschehen jederzeit angehalten werden, um bspw. die Waffen zu wechseln oder Tränke anzuwenden.
Die Dörfer und Städte der mittelalterlichen Fantasiewelt wurden nach historischen Bauplänen errichtet. Die Handlung des nicht-linear aufgebauten Spiels unterteilt sich in fünf Kapitel sowie einen Prolog und einen Epilog. Die Spielwelt besteht aus einzelnen Leveln, wobei die einzelnen Kapitel in sich geschlossene Abschnitte bilden. Die Bereiche der vorherigen Kapitel können nachträglich nicht mehr betreten werden. Umwelt und Tagesabläufe wurden realitätsnah gestaltet. Beispielsweise gehen die Bewohner tagsüber ihrer Beschäftigung nach, in der Nacht ruhen sie in ihren Häusern, bei Regenwetter stellen sie sich unter. Kinder spielen auf den Straßen, Katzen sitzen auf Fensterbänken und putzen sich, Hühner scharren auf dem Hof und vielerlei Nutz- und Wildtiere sind zu beobachten. Musikanten und Barden spielen und singen auf Marktplätzen und in Gaststätten und vieles mehr.
Während des Spiels stößt der Spieler bei Multiple-Choice-Gesprächen auf wichtige Entscheidungen, die je nach Wahl den Fortlauf des Spiels entscheidend beeinflussen. Im späteren Verlauf des Spiels werden dem Spieler in Zwischensequenzen, die als gezeichneten Traumsequenzen (Flashbacks) gestaltet sind, die Konsequenzen seiner Wahl aufgezeigt. Die Handlungsweise des Spielers kann letztlich zu drei unterschiedlichen Spielenden führen.

## Entwicklung
The Witcher war die erste Eigenentwicklung des polnischen Publishers CD Projekt. Unter dem Namen CD Projekt RED wurde im Februar 2002 ein eigens dafür errichtetes Entwicklerstudio gegründet. Es war nicht der erste Versuch, ein Spiel auf Grundlage der in Polen populären Wiedźmin-Buchreihe zu entwickeln. Bereits 1996 hatte sich das Entwicklerstudio Metropolis Software House die Rechte für die Entwicklung eines Action-Adventures gesichert, dieses jedoch nie vollendet. 2008 wurde es von CD Projekt übernommen. Die Entwicklung von The Witcher dauerte fünf Jahre, bei einer Teamstärke von rund 100 Personen, und kostete 20 Millionen polnische Złoty (was etwa 4,4 Millionen Euro entspricht).

### Technik
Das Spiel verwendet die von BioWare entwickelte, aber für die Ansprüche von The Witcher von CD Projekt RED stark modifizierte Aurora-Spielengine. Am Ende blieben laut den Entwicklern von der ursprünglichen Engine nur rund 20 % unangetastet, der Rest, darunter der komplette Renderpfad, wurde komplett neu geschrieben.
Für die Darstellung der Kampfbewegungen in The Witcher wurden Experten für mittelalterliche Kampfkunsttechniken angeworben. Die Bewegungsabläufe wurden im Studio der metricminds GmbH in Frankfurt am Main mit Hilfe des Motion-Capturing-Verfahrens aufgezeichnet.

### Vermarktung
In Zusammenarbeit mit dem polnischen Studio Platige Image entstand unter der Leitung von Tomasz Bagiński, der vor allem durch seine kurzen Animationsfilme Katedra (2002; 2003 als bester animierter Kurzfilm für den Oscar nominiert) und Sztuka spadania (2004, 2006 BAFTA für den besten animierten Kurzfilm) bekannt wurde, ein computeranimierter Trailer des Spiels.
2007 brachte die polnische Death-Metal-Band Vader in Zusammenarbeit mit CD Projekt ihr Video Sword of the Witcher heraus. Dem normalen Spiel und der Collector’s Edition lag das Musikvideo des Liedes Amaranth der finnischen Symphonic-Metal-Band Nightwish bei.
2008 erschien die Enhanced Edition, bei der nicht nur Bugs (Programmfehler) beseitigt, sondern auch das Inventar vergrößert und Zwischensequenzen sowie über 200 neue Gestik-Animationen hinzugefügt wurden. Außerdem wurde die deutsche Vertonung erneuert. In der Box war eine „Making-of“-DVD, zwei Soundtrack-CDs, eine Kurzgeschichte von Andrzej Sapkowski sowie eine Karte von Temeria und eine überarbeitete Spielanleitung. Außerdem gab es zwei zusätzliche Miniabenteuer, Preis der Neutralität und Nebenwirkungen, die unabhängig von der Handlung des Hauptspiels zusammen ca. fünf bis acht Stunden Spielzeit bieten. Später wurde allen Besitzer des Originalspiels die Enhanced Edition als kostenloser Download angeboten, wobei während der Installation die Registrierung des Spiels überprüft wurde.
2011 erschien schließlich The Witcher: Enhanced Edition (Director’s Cut) mit weiteren Extras wie zwei Karten, „music-inspired-by-The-Witcher“-Soundtrack, einem Artbook und anderem.
Ein Jahr nach Release hatte sich das Spiel bereits eine Million Mal verkauft.

### Konsolenversion
Unter dem Titel The Witcher: Rise of the White Wolf sollte nach Ankündigung im Dezember 2008 eine Portierung des Spiels für die Spielkonsolen Xbox 360 und PlayStation 3 entstehen. Nach finanziellen Problemen von CD Projekt wurde das von Widescreen Games betreute Projekt 2009 jedoch eingestellt.

## Rezeption
Von der Fachpresse wurde The Witcher insgesamt sehr positiv aufgenommen. Besonders die Atmosphäre und Erzählweise des Spieles, die, gemäß der literarischen Vorlage, nicht gängigen Fantasyklischees und dem genretypischen Eskapismus folgen, erhielten viel Lob. Anlass zu negativer Kritik boten aber vor allem teils massive Bugs der Originalversion. Die Enhanced Edition nahmen daher viele Kritiker zum Anlass, das Spiel einer Neuprüfung zu unterziehen.
Originalversion

„Wer sich in den letzten Jahren über die fehlende Seele in Rollenspielen aufgeregt hat, wird die hoch dramatische Luft in der Welt des Hexers in sich aufsaugen und nach mehr japsen. (...) Vergesst den Kitsch der 08/15-Fantasy, hier geht es derbe zur Sache: Kampf, Drogen, Sex und Gewalt dominieren den düsteren Alltag. In Sachen Dramaturgie und Regie hat das Team von CD Projekt hervorragende Arbeit geleistet: Klasse Dialoge, markante Charaktere und kleine Filme zur rechten Zeit. Aus den Poren dieses Abenteuers strömt endlich wieder diese Magie, die dem Genre lange Zeit abging: Man stromert nach all dem Kloppmist tatsächlich wieder neugierig durch eine Welt, weil man sie erforschen will und Konsequenzen spürt! Und natürlich will man kräftig zulangen. Wer das Langschwert des Hexers einmal singen lässt, wird nicht mehr so schnell davon loskommen – die Kampfchoreografien sind ebenso blutig wie elegant. Es gibt abseits der nervigen Ladezeiten drei Schwächen: Die Spielwelt lässt sich nicht frei erkunden, Diebstahl hat keine Konsequenzen und das chaotische Inventar lässt sich nicht sortieren. Aber der Rest vom Fest sticht die Konkurrenz aus: Art & Design bestechen auf ganzer Linie vom Intro, über die Monster bis zum letzten Tagebucheintrag, die Spielwelt wirkt auf Schritt und Tritt lebendig und die klasse Musik rundet dieses mittelalterliche Fantasy-Spectaculum ab. Für mich eindeutig das bisher beste PC-Rollenspiel des Jahres!“

Enhanced Edition

„Entwickler CD Projekt überarbeitete The Witcher in Details. So ist es nun technisch gereift, läuft stabiler und flüssiger. An der Steuerung verbesserte man vor allem das Inventar, während die Atmosphäre von abwechslungsreicheren NPCs profitiert. Zudem wurde die umstrittene Sprachausgabe ausgetauscht. (...) Im Zentrum des Geschehens steht ein Held mit reichlich Tiefgang und Profil: Geralt heißt er, weißhaariger Monsterjäger und Frauenverführer, der wohl coolste Typ, den das Genre je gesehen hat. Rassismus, Zukunftsängste, Terrorismus, das sind unbequeme Themen, die The Witcher mal ernst, mal augenzwinkernd in eine epische Geschichte verpackt.(...) Alle Areale sind mit interessanten Charakteren und klugen Quests angefüllt, Letztere münden oft in moralisch verzwickten Entscheidungen. Von denen hängt ab, welches der drei möglichen Enden man zu sehen bekommt. (...) Mehr als 50 Stunden darf man einplanen, insofern man jede Quest zu lösen beabsichtigt. Und das sollte man. Obwohl die Handlung im letzten Drittel ein wenig gestreckt wirkt, bleibt das Spiel von Anfang bis zum verblüffenden Ende eine spannende Erfahrung. (...) In jedem Fall gilt: Wer The Witcher bislang noch nicht kennt, hat ab dem 18. September keine Ausrede mehr. Kaufen!“

„The Witcher macht es einem nicht einfach. Hatte der Titel beim ersten Release vor allem mit Fehlern und technischen Unzulänglichkeiten zu kämpfen, steckt diesmal der Teufel im Detail. Sowohl mit der Verkaufsversion als auch mit dem Original läuft das Update nicht schmerzfrei ab. Das Endergebnis kann sich zwar sehen lassen und macht die Enhanced Edition zum besseren Spielerlebnis, doch die Hürden fallen wieder einmal zu hoch aus. Ja, The Witcher ist und bleibt ein erstklassiges und vor allem ungewöhnliches Rollenspiel, das Euch mit seiner einmaligen Atmosphäre und seinen glaubhaften Charakteren in seinen Bann zieht. Da aber einige der neuen Features eigentlich auch schon beim ersten Auftritt Pflicht gewesen wären, reicht es nicht für eine Aufwertung. Vielleicht klappt es ja beim zweiten Teil.“

„Ein gutes Jahr ist vergangen, seit das polnische Studio CD Projekt mal eben aus dem Nichts das Rollenspiel-Genre um ein weiteres Meisterwerk bereicherte. Warum dann überhaupt eine Neuauflage, werden manche fragen. Nun: Obwohl „The Witcher“ spielerisch zu überzeugen wusste und sich vor allem in Punkto Inszenierung als echtes Atmosphäre-Monster entpuppte, verwehrten kleine Schnitzer, Bugs und Designmängel all zu euphorische Wertungen.(...) Überrascht waren wir, dass CD Projekt sogar in der Königsdisziplin des Witchers nachgebessert hat – der Atmosphäre. Besonders auffällig wirkt dies in den zahlreichen Dialogsequenzen: Sämtliche Charaktere besitzen nun ein größeres Animationsspektrum. Durch zusätzliche Gestiken wirken die ehemals recht sterilen Gespräche nun dynamischer. Zudem wurde die Kameraführung dieser Szenen leicht geändert – so entsteht jetzt echtes Kinoflair. (...) Nachdem die letzten Patches einen Großteil der fiesen Bugs entfernten, die den Witcher bei Release einst plagten, hat CD Projekt die allgemeine Performance noch einmal verbessert. Schwerwiegende Fehler gibt es überhaupt nicht mehr, Abstürze gehören ebenfalls der Vergangenheit an, und sogar die Ladezeiten sind kürzer geworden – super.“